# Öjsjön, Småland
Öjsjön är en sjö i Åtvidabergs kommun i Östergötlands län, och ligger i den del av Östergötlands län som tillhör landskapet Småland. Sjön och ingår i Storåns huvudavrinningsområde. Sjön har en area på 1,97 kvadratkilometer och ligger 99,2 meter över havet. Vid provfiske har bland annat abborre, gers, gädda och mört fångats i sjön.

## Delavrinningsområde
Öjsjön ingår i det delavrinningsområde (644950-152430) som SMHI kallar för Utloppet av Öjsjön. Medelhöjden är 109 meter över havet och ytan är 8,3 kvadratkilometer. Det finns inga avrinningsområden uppströms utan avrinningsområdet är högsta punkten. Vattendraget som avvattnar avrinningsområdet har biflödesordning 3, vilket innebär att vattnet flödar genom totalt 3 vattendrag innan det når havet efter 44 kilometer. Avrinningsområdet består mestadels av skog (71 %). Avrinningsområdet har 2,17 kvadratkilometer vattenytor vilket ger det en sjöprocent på 26,1 %.

## Fisk
Vid provfiske har följande fisk fångats i sjön:
- Abborre
- Gärs
- Gädda
- Mört
- Nors
- Siklöja
- Stensimpa